# St. Helena (Wachelkofen)

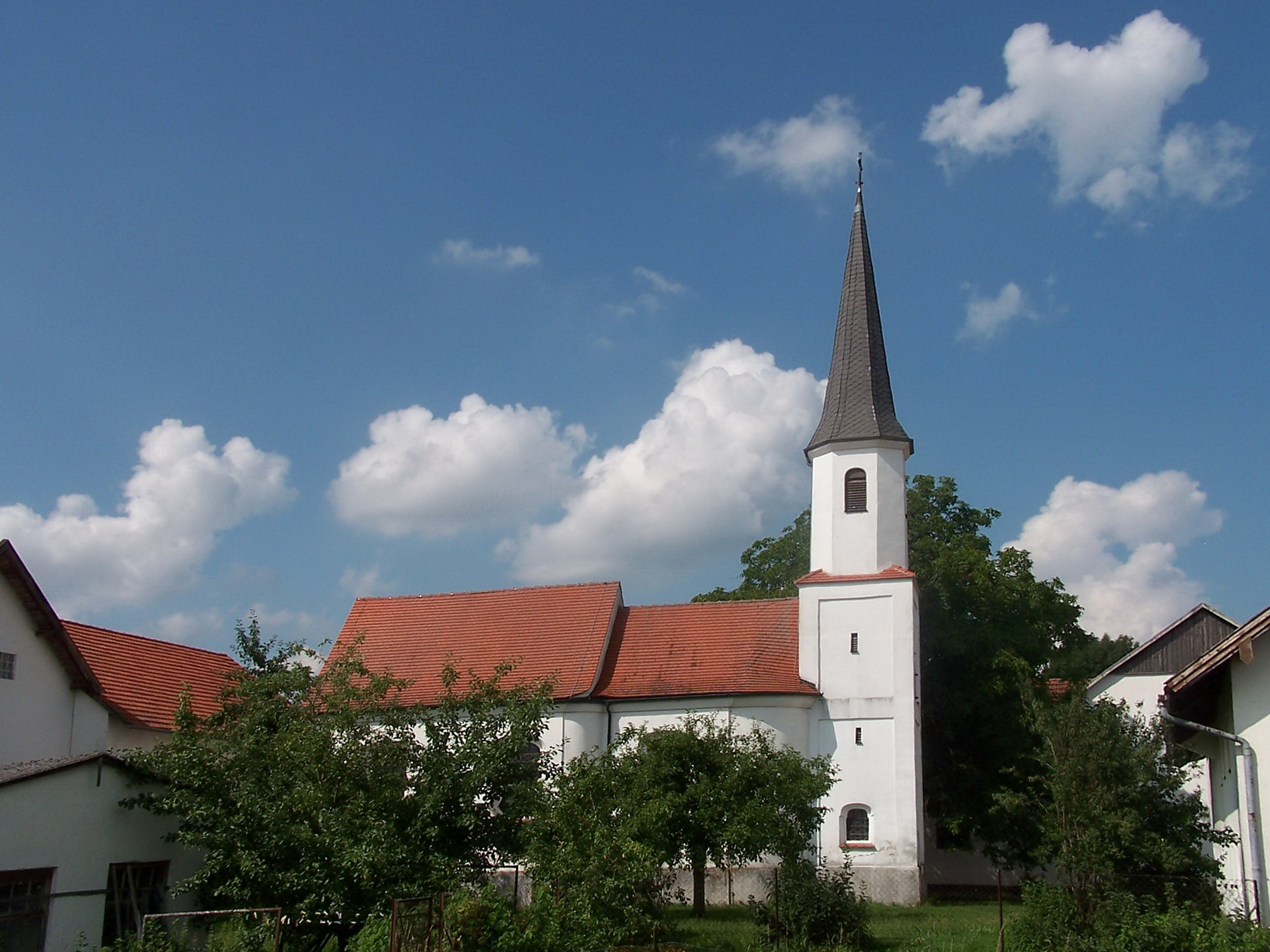
Außenansicht der Nebenkirche St. Helena von Süden

Die römisch-katholische Nebenkirche St. Helena in Wachelkofen, einem Ortsteil der Gemeinde Hohenthann im niederbayerischen Landkreis Landshut, ist eine schlichte Rokokokirche, die im Jahr 1751 erbaut und geweiht wurde. Der zweisäulige Hochaltar mit einer Darstellung der Kirchenpatronin, für die der Landshuter Maler Thaburger verantwortlich zeichnete, wurde 1754 geschaffen. Es handelt sich dabei um die heilige Helena von Konstantinopel (Gedenktag: 18. August), die Mutter des römischen Kaisers Konstantin des Großen. In älteren Unterlagen wurde häufig als Patrozinium Heilig Kreuz genannt. Die Nebenkirche der Pfarrei St. Laurentius in Hohenthann ist als Baudenkmal mit der Nummer D-2-74-141-40 beim Bayerischen Landesamt für Denkmalpflege eingetragen.
Die nach Osten ausgerichtete Saalkirche umfasst zwei Fensterachsen und besitzt einen eingezogenen Chor, der eine Fensterachse umfasst und mit einer halbrunden Apsis schließt. Die Ecken des Langhauses am Übergang zum Chor sind ausgerundet. Langhaus und Chor besitzen beide ein Satteldach, wobei das des Altarhauses geringfügig niedriger ist. Der Außenbau ist im Vergleich zu anderen Rokokobauten schlicht gehalten. Er wird lediglich durch Lisenen, ein Sockelband und sogenannte Bassgeigenfenster gegliedert. Am Chorscheitel ist der Turm angebaut, in dessen Erdgeschoss sich die Sakristei befindet. Der zweigeschossige Unterbau über quadratischem Grundriss wird ebenfalls von Lisenen gegliedert und geht knapp oberhalb der Firsthöhe in einen Viereckaufsatz mit abgeschrägten Kanten über, der allseitige rundbogige Schallöffnungen aufweist. Der Turm wird von einem achtseitigen Spitzhelm bekrönt, der im Jahr 1868 errichtet wurde. Der flachgedeckte Innenraum wird von Pilastern gegliedert.